# Özalp
Özalp (bis 1928 Kargalı; kurdisch: Qerqelî) ist eine Stadtgemeinde (Belediye) im gleichnamigen Landkreis 
der ostanatolischen Provinz Van und gleichzeitig eine Gemeinde der 2012 geschaffenen Büyükşehir belediyesi Van (Großstadtgemeinde/Metropolprovinz Van). Seit der Gebietsreform 2013 ist die Gemeinde flächen- und einwohnermäßig identisch mit dem Landkreis.
Özalp liegt im Osten der Provinz und wird im Osten durch die Staatsgrenze zu Iran begrenzt. Ansonsten bilden die Kreise/Gemeinden Çaldıran, Muradiye, İpekyolu, Gürpınar und Saray im Norden entgegen dem Uhrzeigersinn die internen Grenzen. Die Gemeinde besteht aus 58 Ortsteilen (Mahalle), die vor der Verwaltungsreform Dörfer (Köy) waren. Benannt ist sie nach dem Militär und Politiker Kâzım Özalp.
Der Ort wurde durch das „Muğlalı-Vorfall“ genannte Massaker an über dreißig kurdischen Schmugglern im Zweiten Weltkrieg bekannt.

## Geografie
Die Gemeinde liegt im Durchschnitt 2100 m hoch. Der höchste Berg ist der Pir Reşit mit 3200 Metern, gefolgt vom Hızırbaba Dağı (3010 m) und İsabey Dağı (3000 m). Andere hohe Berge sind: Nezarabat (2950 m), Beyazitağa Dağı (2880 m), Ahta dağı (2810 m), Kuruhayal Dağı (2700 m), Mir Ömer Dağı (2700 m), Seydo Dağı (2675 m), Ziyaret Dağı (2670 m) und Melek Dağı (2560 m).

## Verwaltung
Die Verwaltungseinheit Özalp existierte schon vor Gründung der Türkischen Republik (1923) unter dem Namen Kargalı. Ende 2012 bestand der Kreis neben der Kreisstadt aus der Gemeinde (Belediye) Sağmalı und aus 52 Dörfern, die während der Verwaltungsreform 2013 (bis auf die Kreisstadt) in Mahalle (Stadtviertel, Ortsteile) überführt wurden. Den Mahalle stand ein Muhtar als oberster Beamter vor. Ende 2020 lebten durchschnittlich 1.129 Menschen in jedem Mahalle, 4.595 im bevölkerungsreichsten (İstasyon Mah.).
Die im Stadtlogo abgebildete Jahreszahl 1948 dürfte auf das Jahr der Erhebung zur Gemeinde (Belediye/Belde) hinweisen.

## Klima
Es herrscht ein Kontinentalklima: Die Temperaturen schwanken übers Jahr zwischen −35 °C und +35 °C. Die Winter sind lang und kalt, die Sommer trocken.

## Verkehr
Die Gemeinde Özalp liegt an der Bahnstrecke Van–Täbris, der einzigen Eisenbahnverbindung zwischen Iran und der Türkei und hat einen Bahnhof bei Streckenkilometer 76,6.